# Pedro de Alvarado
Pedro de Alvarado y Contreras (conosciuto come Don Pedro de Alvarado e Tonatiuh dai nativi messicani; Badajoz, 1485 circa – Guadalajara, 4 luglio 1541) è stato un condottiero spagnolo e governatore del Guatemala.
Partecipò alla conquista di Cuba (1510-1511), alla spedizione di Juan de Grijalva lungo le coste dello Yucatán (1518) ed alla Conquista dell'impero azteco di Hernán Cortés. Ebbe un ruolo preponderante nella conquista spagnola dell'America Centrale (El Salvador, Guatemala, Honduras) e pianificò un non concretizzatosi attacco all'impero degli Incas. Rinomato per le sue doti guerriere, Alvarado è anche tristemente conosciuto per la crudeltà con cui trattò gli indios.
Pedro de Alvarado venne soprannominato Tonatiuh (letteralmente "figlio del sole" dal nome Azteco del dio del sole), causa i suoi capelli rossi ed il suo carattere esuberante, dai nativi americani.

## Biografia

### Origini
Pedro de Alvarado y Contreras nacque attorno al 1485 nella cittadina di Badajoz, nell'Estremadura, in una famiglia di hidalgos. Suo padre era Diego Gómez de Alvarado y Mexía de Sandoval, personalità di spicco della corte di Enrico IV di Castiglia, responsabile del confine portoghese e signore di Lobón, Puebla, Montijo, Cubillana, nonché Alcalde di Montanchez. La madre di Pedro era la seconda moglie di Don Diego Gómez, Leonor de Contreras y Gutiérrez de Trejo.

### L'arrivo nel nuovo mondo
Pedro de Alvarado sbarcò all'Hispaniola nel 1509, accompagnato dai fratelli Gonzalo, Jorge, Gómez, Hernando e Juan. L'anno successivo, Pedro militò agli ordini di Don Diego Velázquez nella conquista di Cuba.
Nel 1519 fece parte della terza spedizione di Hernán Cortés nel Messico.
Partecipò alla conquista dell'Impero degli Aztechi e fu uno dei cinque spagnoli che insieme con Cortés fecero prigioniero l'imperatore Montezuma nella sua reggia.
Alvarado era l'uomo di fiducia di Hernan Cortès, il quale, costretto ad allontanarsi dal Messico per affrontare le truppe inviate dal governatore di Cuba contro di lui, affidò ad Alvarado il comando degli uomini.
Alvarado non si dimostrò all'altezza del suo astuto e calcolatore comandante, massacrò infatti un gruppo di Aztechi durante una cerimonia religiosa nel Templo Mayor di Tenochtitlán, rapendo le due vittime sacrificali e torturandole per estorcere informazioni sul sospetto di un'imminente rivolta che infatti scoppiò di conseguenza causando la morte di molti soldati iberici. Cortés al suo ritorno redarguì aspramente Alvarado, non riuscendo più a ristabilire la pace con gli offesi aztechi. Fu anzi costretto a fuggire da Tenochtitlán con gravi perdite, in una notte (30 giugno - 1º luglio 1520) ricordata dai Conquistadores come "La Noche Triste", la triste notte della sconfitta.
Durante gli scontri notturni tra conquistadores ed indigeni Alvarado, sistematosi con pochi uomini a guardia degli argini che portavano da Tenochtitlán alla terraferma, tenne a bada per ore migliaia di guerrieri aztechi e venne perciò soprannominato dai nemici stessi "Tonatiuh", figlio del Sole.
Durante la conquista della capitale divenne famoso con el salto de Alvarado. Circondato dai nemici e con alle spalle un canale, puntò la sua lancia nell'acqua e, a mo' di primitivo salto con l'asta, raggiunse con un balzo la sponda di fronte, lasciando sbalorditi gli avversari.

### Le conquiste
Nel 1523 Alvarado intraprese la campagna di occupazione del Guatemala. Fu uno degli artefici della conquista della parte settentrionale dell'America centrale (attuali Stati di Guatemala, di El Salvador e dell'Honduras), insieme ad Hernán Cortés, suo diretto superiore, a Diego de Rojas e al proprio fratello Gonzalo de Alvarado.
Nel 1527 si recò in Spagna richiamato da Carlo V, che, in virtù dei servigi resi alla Corona, lo nominò governatore e capitano generale del Guatemala.
Morì cadendo in un precipizio, mentre combatteva per sedare una ribellione di Indios messicani.
Dai cronisti dell'epoca viene descritto come un uomo energico e crudele.